# Liste des cavités naturelles les plus longues de la Corrèze
La liste des cavités naturelles les plus longues de la Corrèze recense, sous forme de tableau(x), les cavités souterraines naturelles connues dans ce département français, dont le développement est supérieur ou égal à cent mètres.
La communauté spéléologique considère qu'une cavité souterraine naturelle n'existe vraiment qu'à partir du moment où elle est « inventée » c'est-à-dire découverte (ou redécouverte), inventoriée, topographiée et publiée. Bien sûr, la réalité physique d'une cavité naturelle est la plupart du temps bien antérieure à sa découverte par l'homme ; cependant tant qu'elle n'est pas explorée, mesurée et révélée, la cavité naturelle n'appartient pas au domaine de la connaissance partagée.
La liste spéléométrique des 11 plus longues cavités naturelles de la Corrèze (≥ cent mètres) est actualisée à fin décembre 2019.
La plus longue cavité souterraine naturelle répertoriée dans le département de la Corrèze est  « le réseau de la Couze », sur les communes de Noailles et Chasteaux (cf. ligne 1 du tableau ci-dessous).
| \| Histogramme de la répartition des plus longues cavités naturelles du Corrèze par classe de développement -- Les 11 cavités citées fin 2019 sont réparties en 4 classes de développement -- \| \| \| \| \| \| \| \| \| \| \| \| \| \| \| classe I >= 5 000 m 1 cavité[s] \| classe II >= 2 000 m et < 5 000 m 0 cavités \| classe III >= 1 500 m et < 2 000 m 1 cavités \| classe IV >= 100 m et < 1 500 m 9 cavités \| \| |                                 |                                             |                                              |                                           |  |
| Le graphique qui aurait dû être présenté ici ne peut pas être affiché car il utilise l'ancienne extension Graph, désactivée pour des questions de sécurité. Des indications pour créer un nouveau graphique avec la nouvelle extension Chart sont disponibles ici . |                                 |                                             |                                              |                                           |  |
| Histogramme de la répartition des plus longues cavités naturelles du Corrèze par classe de développement -- Les 11 cavités citées fin 2019 sont réparties en 4 classes de développement -- |                                 |                                             |                                              |                                           |  |
| |                                 |                                             |                                              |                                           |  |
| | classe I >= 5 000 m 1 cavité[s] | classe II >= 2 000 m et < 5 000 m 0 cavités | classe III >= 1 500 m et < 2 000 m 1 cavités | classe IV >= 100 m et < 1 500 m 9 cavités |  |

## Cavités de la Corrèze (France) de développement supérieur ou égal à5 000 mètres
1 cavité est recensée dans cette « classe I » au 31 décembre 2019.
| N° | Cavité (autres noms) | Commune               | Massif ou zone   | Coord. (WGS 84)             | Dévelop. (mètres) | Déniv. (mètres) | Sources ou références             | Mise à jour |
| -- | -------------------- | --------------------- | ---------------- | --------------------------- | ----------------- | --------------- | --------------------------------- | ----------- |
| 1  | Réseau de la Couze   | Noailles et Chasteaux | Causse de Martel | 45° 05′ 07″ N, 1° 29′ 54″ E | +17 981, m        | +103, m         | speleo-correze.org & Karsteau 5.0 | 2021-12     |

## Cavités de la Corrèze (France) de développement compris entre2 000 mètreset4 999 mètres
Aucune cavité est recensée dans cette « classe II » au 31 décembre 2019.
| N° | Cavité (autres noms) | Commune     | Massif ou zone | Coord. (WGS 84) | Dévelop. (mètres) | Déniv. (mètres) | Sources ou références | Mise à jour |
| -- | -------------------- | ----------- | -------------- | --------------- | ----------------- | --------------- | --------------------- | ----------- |
| 0  | -- Néant --          | -- Néant -- | -- Néant --    | -- Néant --     | -- Néant --       | -- Néant --     | -- Néant --           | -- Néant -- |

## Cavités de la Corrèze (France) de développement compris entre1 500 mètreset1 999 mètres
1 cavité est recensée dans cette « classe III » au 31 décembre 2019.
| N° | Cavité (autres noms)         | Commune   | Massif ou zone   | Coord. (WGS 84)             | Dévelop. (mètres) | Déniv. (mètres) | Sources ou références     | Mise à jour |
| -- | ---------------------------- | --------- | ---------------- | --------------------------- | ----------------- | --------------- | ------------------------- | ----------- |
| 2  | Grotte du tunnel de Fontille | Chasteaux | Causse de Martel | 45° 04′ 56″ N, 1° 28′ 43″ E | +1 500, m         | +026, m         | Spéléométrie de la France | 2000-12     |

## Cavités de la Corrèze (France) de développement compris entre100 mètreset1 499 mètres
9 cavités sont recensées dans cette « classe IV » au 31 décembre 2019.
| N° | Cavité (autres noms)      | Commune                | Massif ou zone   | Coord. (WGS 84)             | Dévelop. (mètres) | Déniv. (mètres) | Sources ou références                          | Mise à jour |
| -- | ------------------------- | ---------------------- | ---------------- | --------------------------- | ----------------- | --------------- | ---------------------------------------------- | ----------- |
| 3  | Doux de Saint-Cernin      | Saint-Cernin-de-Larche | Causse de Martel | 45° 05′ 16″ N, 1° 25′ 09″ E | +1 200, m         | NC              | Spéléométrie de la France & speleo-correze.org | 2000-12     |
| 4  | Grotte du tunnel de Murel | Chasteaux              | Causse de Martel | 45° 03′ 43″ N, 1° 28′ 14″ E | +0804, m          | +030, m         | tunnels-ferroviaires.org                       | 2000-12     |
| 5  | Abîme de la Fage          | Noailles               | Causse de Martel | 45° 04′ 45″ N, 1° 31′ 34″ E | +0705, m          | +027, m         | Spéléométrie de la France                      | 2000-12     |
| 6  | Perte de la Ferrière      | Chartrier-Ferrière     | Causse de Martel | 45° 03′ 00″ N, 1° 25′ 56″ E | +0603, m          | +090, m         | Spéléométrie de la France                      | 2000-12     |
| 7  | Grotte de la Garnie       | Nonards                |                  | 45° 01′ 06″ N, 1° 48′ 51″ E | +0455, m          | +045, m         | Spéléométrie de la France                      | 2000-12     |
| 8  | Grotte de Saint-Robert    | Saint-Robert           |                  |                             | +0413, m          | NC              | Spéléométrie de la France                      | 2000-12     |
| 9  | Aven de la Font Trouvée   | Noailles               | Causse de Martel | 45° 04′ 49″ N, 1° 30′ 42″ E | +0154, m          | +035, m         | Spéléométrie de la France                      | 2000-12     |
| 10 | Bouffia du Tillet         | Queyssac-les-Vignes    | Causse de Martel |                             | +0150, m          | NC              | Spéléométrie de la France                      | 2000-12     |
| 11 | Grotte des Jendelles      | Perpezac-le-Blanc      |                  | 45° 13′ 48″ N, 1° 20′ 01″ E | +0130, m          | +025, m         | Spéléométrie de la France                      | 2000-12     |